# Percy Lyham Loraine

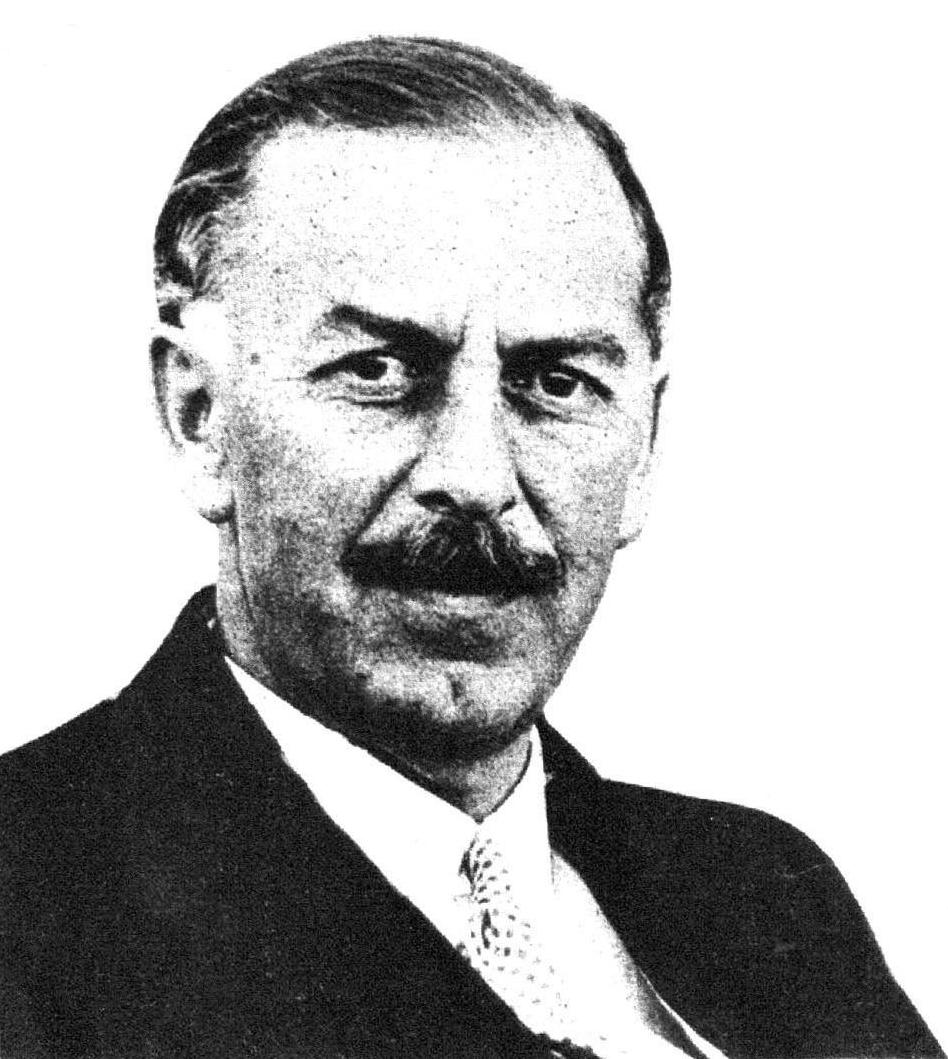
Percy Lyham Loraine

Sir Percy Lyham Loraine, 12. Baronet KCMG, PC (* 5. November 1880 in London; † 23. Mai 1961 ebenda) war ein britischer Diplomat.

## Leben
Percy Lyham Loraine war der Sohn von Frederica Broke und Sir Lambton Loraine. Von 1893 bis 1899 studierte er am Eton College und von 1899 bis 1901 am New College, Oxford. Von 1901 bis 1902 wurde im Zweiten Burenkrieg in Südafrika eingesetzt. 1904 trat er in den auswärtigen Dienst. Ab 1907 war er Attaché in Konstantinopel. 1907 wurde er Botschaftssekretär dritter Klasse in Teheran. 1909 wurde er Botschaftssekretär zweiter Klasse in Rom. 1911 wurde er in Peking, von 1912 bis 1916 in Paris beschäftigt. 1916 wurde er Botschaftssekretär erster Klasse in Madrid. 1917 erbte er von seinem Vater den Titel eines Baronet, of Kirke Harle in the County of Northumberland, und umfangreichen Grundbesitz. Er wurde im Sekretäriat der Pariser Friedenskonferenz 1919 beschäftigt. Im Oktober 1919 wurde er als Botschaftssekretär erster Klasse nach Warschau in das neu entstandene Polen gesandt. Am 4. August 1919 eroberten rumänische Truppen Budapest und besetzten weite Teile Ungarns. Von Oktober bis Dezember 1919 begleitete er Sir George Clark den Leiter der Orientabteilung im F.O. bei einer Special Mission nach Budapest.
Von 1921 bis 1926 war er außerordentlicher Gesandter und Ministre plénipotentiaire in Teheran.
1924 heiratete er Louise Stuart-Wortley. Von 1926 bis 1929 war er außerordentlicher Gesandter und Ministre plénipotentiaire in Athen. Nachdem George Lloyd, 1. Baron Lloyd, zum Rücktritt als Hochkommissar von Ägypten und Sudan gezwungen worden war, sandte die Labor-Regierung Perce Loraine auf dieses Regierungsamt.
Von 8. August 1929 bis 16. Dezember 1933 war er Hochkommissar in Kairo für Ägypten und den Sudan. Unter seiner Verwaltung wurde Fu'ād I. als Herrscher etabliert. Von 1933 bis 1939 war er außerordentlicher Gesandter und Ministre plénipotentiaire in Ankara, von 1939 bis 1940 außerordentlicher Gesandter und Ministre plénipotentiaire in Rom. Seiner Initiative wird teilweise zugeschrieben, dass die Regierung von Benito Mussolini sich zu Beginn des Zweiten Weltkrieges neutral verhielt. Da Percy Loraine das Münchner Abkommen befürwortet hatte, wurde er von der Regierung von Winston Churchill während des Zweiten Weltkriegs nicht mehr eingesetzt. 1941 wurde er in den Ruhestand versetzt. Mangels männlicher Nachkommen erlosch sein Baronettitel bei seinem Tod.